# 樋口尚文
樋口 尚文（ひぐち なおふみ、1962年4月 - ）は、映画評論家、映画監督。妻は空間プランナーの水野久美。

## 略歴
佐賀県唐津市生まれ。芝中学校・高等学校を経て、早稲田大学政治経済学部を卒業。中学時代から8ミリ映画を制作し、ぴあフィルムフェスティバル（PFF）に『ファントム』で入選（1983年）。一方で映画論の執筆も開始し、ダゲレオ映像評論賞に入賞。1985年に初の書き下ろし映画評論集を出版。1987年には、株式会社電通に入社。以来、CMプランナーとして多くのTVCMを企画。クリエーティブプランニング局部長、クリエーティブディレクターを経て、2017年に独立、合同会社オブスキュラに所属。
30年の電通勤務のかたわら、映画評論家、映画監督として活動。キネマ旬報、朝日新聞、読売新聞、映画秘宝などを中心に評論を寄稿。2021年に刊行した編著『大島渚全映画秘蔵資料集成』（国書刊行会）は「キネマ旬報映画本大賞2021」で第一位に選出される。また、キネマ旬報でのテレビドラマ時評「テレビ・トラベラー」は17年にわたる長寿連載となった。2013年よりYahoo!ニュースにて映画レビューコラム「樋口尚文の千夜千本」を連載。文化庁芸術祭、芸術選奨、キネマ旬報ベスト・テン、毎日映画コンクール、日本映画プロフェッショナル大賞、日本民間放送連盟賞、藤本賞、優秀外国映画輸入配給賞、神奈川芸術祭映像コンクール、TOHOシネマズ学生映画祭などの審査委員を委嘱される。日本文藝家協会会員。
2013年、閉館が決まった銀座シネパトスを舞台にした初の劇場用映画『インターミッション』（出演：秋吉久美子、染谷将太、香川京子ほか） を監督。2018年、劇場用映画の第2作『葬式の名人』（原案：川端康成、出演：前田敦子、高良健吾、有馬稲子ほか）を大阪府茨木市市制施行70周年記念事業として監督。2019年、ティ・ジョイ配給で全国公開。
（関連項目＝映画評論家一覧）
2022年、評論業・監督業のかたわら、東京・神保町に文化発信拠点としてシェア型書店「猫の本棚」を開店し、プロデュースする。また同年より日本大学芸術学部映画学科の非常勤講師を委嘱される。

## 著書
- 『ポスト・ヌーヴェル・ヴァーグ』（北宋社、1985年）
- 『映画の復讐』（フィルムアート社、1992年）
- 『グッドモーニング、ゴジラ 監督本多猪四郎と撮影所の時代』（筑摩書房、1992年/復刊・国書刊行会、2011年）
- 『テレビヒーローの創造』（筑摩書房、1993年）
- 『女優と裸体』（読売新聞社、1994年）
- 『黒澤明の映画術』（筑摩書房、1999年）
- 『大島渚のすべて』（キネマ旬報社、2002年）
- 『「砂の器」と「日本沈没」 70年代日本の超大作映画』（筑摩書房、2004年）キネマ旬報映画本大賞2004 第10位
- 『「月光仮面」を創った男たち』（平凡社新書、2008年）キネマ旬報映画本大賞2008 第11位
- 『ロマンポルノと実録やくざ映画 禁じられた70年代日本映画』（平凡社新書、2009年）キネマ旬報映画本大賞2009 第5位
- 『万華鏡の女 女優ひし美ゆり子』（ひし美ゆり子共著、 筑摩書房、2011年/ちくま文庫、2020年）キネマ旬報映画本大賞2011 第9位
- 『テレビ・トラベラー 昭和・平成テレビドラマ批評大全』（国書刊行会、2012年）キネマ旬報映画本大賞2012 第12位
- 『女優水野久美 怪獣・アクション・メロドラマの妖星』（水野久美共著、 洋泉社、2012年）キネマ旬報映画本大賞2012 第20位
- 『実相寺昭雄 才気の伽藍 鬼才映画監督の生涯と作品』(アルファベータブックス 叢書・20世紀の芸術と文学、2016年）キネマ旬報映画本大賞2016 第12位
- 『「昭和」の子役 もうひとつの日本映画史』（編著、 国書刊行会、2017年）キネマ旬報映画本大賞2017 第4位
- 『映画のキャッチコピー学』（洋泉社、2018年）キネマ旬報映画本大賞2018 第51位
- 『有馬稲子 わが愛と残酷の映画史』（有馬稲子共著、 筑摩書房、2018年）キネマ旬報映画本大賞2018 第35位
- 『フィルムメーカーズ20 大林宣彦』（責任編集、宮帯出版社、2019年）
- 『秋吉久美子 調書』（秋吉久美子共著、筑摩書房、2020年）キネマ旬報映画本大賞2020 第2位
- 『大島渚全映画秘蔵資料集成』（編著、 国書刊行会、2021年）キネマ旬報映画本大賞2021 第1位
- 『砂の器 映画の魔性——監督野村芳太郎と松本清張映画』（筑摩書房、2025年）

以上単著。共著は多数。

## 映画（監督作品）
- 『ゲリラになろうとした男』（1979年 8mm 脚本・監督 / 出演：小山登美夫 / 科学技術館サイエンスホールのPCB＝ぴあシネマブティック〈高校生監督特集〉にて公開） 日本映像フェスティバル特別賞、第二回ぴあ自主制作映画展（後のPFF)佳作
- 『ファントム（DES FANTOMES）』（1983年 8mm 脚本・監督 / 出演：利重剛 / 渋谷PARCO SPACE PART3のPFF＝ぴあフィルムフェスティバル'83にて公開、2024年PFFによりデジタイズされ国立映画アーカイブのぴあフィルムフェスティバル2024にて回顧上映) ぴあフィルムフィスティバル'83入選、神奈川芸術祭映像コンクール特別賞[7]
- 『愛・賭け・遊び』（1985年 8mm 脚本・監督 / 出演：室井滋 / 神奈川近代文学館で上映後、テレビ神奈川で全篇放映) 神奈川芸術祭映像コンクール大賞
- 『インターミッション』（2013年 DCP 脚本・監督 / 出演：秋吉久美子、染谷将太、香川京子 / オブスキュラ・東北新社配給で銀座シネパトス限定ロードショーの後、全国各地で公開[8]。KADOKAWAの角川映画レーベルよりDVDリリース）2014年の台北映画祭（台北電影節）で招待上映。2022年、銀座シネパトス閉館10周年にちなんで池袋HUMAXシネマズにて、本作の制作・公開過程に取材したWOWOW「ノンフィクションW」”名画座が消える日”と二本立てでリバイバル公開。
- 『「青春の殺人者」という事件の現場』（2014年 DVD/BD 総監督・聞き手 /長谷川和彦監督へのロングインタビュー作品（キングレコード「青春の殺人者」DVD、ブルーレイの映像特典として収録）[9]。
- 『葬式の名人』（2019年 DCP 監督 / 出演：前田敦子、高良健吾、有馬稲子 / ティ・ジョイ配給で2019年全国公開）。2019年上海国際映画祭、2020年トロント日本映画祭で招待上映。第11回TAMA映画賞最優秀女優賞（前田敦子）[10]。

## TVCM
株式会社電通のCMプランナー、クリエーティブ・ディレクターとして、木村拓哉を起用したニコンデジタル一眼レフカメラDシリーズ・コンパクトデジタルカメラCOOLPIXシリーズ、田中麗奈・石原さとみ・滝沢秀明の「第一でナイト」シリーズをはじめ、石川遼・武井咲・東出昌大らを起用した第一生命、大沢たかお・加瀬亮を起用した明治ヨーグルトLG-21、R-1、吉高由里子起用のニベアサン、浅野温子・秋吉久美子を起用したコーセーコスメポート「グレイスワン」など多くのTVCMを企画。「コマーシャル・フォト」「広告批評」によれば、このほか97年には奥田民生作の「サーキットの娘」にのってパフィーがスクーターで街に繰り出すヤマハ「Vino」のTVCMを企画した。
「デザインの現場」誌によれば、映画関連のCMで樋口が企画したものは、黒澤明が自作の映画「夢」の一挿話「飛ぶ夢」のために描いたコンテをアニメ化した90年の「共同石油」企業CMがある。監督は大林宣彦、音楽は樋口康雄、ナレーターは映画評論家の石上三登志で、クリオ賞、IBA賞、ニューヨーク・フェスティバルなどの国際広告賞にノミネートされた。「ブレーン」誌によれば、99年の映画「御法度」（大島渚監督）公開時のTVスポットも企画している（複数バージョンが存在するこのCMは、「御法度」DVDに特典として収められている）。
1992年にTCC(東京コピーライターズクラブ）新人賞受賞。東京コピーライターズクラブ会員。

## 音楽
- コンサート『冨田勲 映像音楽の世界 SOUNDS OF TOMITA』(2018年9月17日 東京国際フォーラムC / 指揮：藤岡幸夫、演奏：オーケストラ・トリプティーク、司会：中江有里）を監修・企画・司会[11]。
- コンサート『冬木透 の世界 』(2019年3月2日 渋谷文化総合センター大和田さくらホール / 指揮：高橋奨、演奏：オーケストラ・トリプティークを監修・企画・司会[12]。
- コンサート『小松左京 音楽祭』(2019年11月30日 成城学園澤柳記念講堂ホール / 指揮：松井慶太、演奏：オーケストラ・トリプティークを監修・企画[13]。

## 出演

### 対談・インタビュー
- 早大4年の映画評論家デビュー時に、85年10月刊『朝日ジャーナル』誌の連載「新人類の旗手たち」枠で筑紫哲也からインタビューを受ける(筑紫哲也編の朝日文庫『新人類図鑑PART2』に転載）。
- 95年の岩井俊二との前後篇にわたる対談をはじめ、『キネマ旬報』誌などでウェイン・ワン、相米慎二、森田芳光、金子修介ほかの映画監督から、秋吉久美子、小泉今日子、高橋惠子、常盤貴子、前田敦子、松田美由紀、西島秀俊、忽那汐里ほかの俳優まで、映画人との対談・インタビューを行う。2007年には、『キネマ旬報』にビートたけしへのロングインタビューが掲載。
- 2010年より銀座シネパトスにて「秋吉久美子映画祭」「原田芳雄映画祭」「名美という名の女〜石井隆原作特集〜」「東宝ニューアクションを狙撃せよ！」「70年代アイドル映画大全」「小山明子映画祭」「水野久美映画祭」など70年代日本映画を中心とする特集上映を企画・プロデュースし、秋吉久美子、関根恵子、原田芳雄、佐藤浩市、香川京子、小山明子、杉葉子、水野久美、ひし美ゆり子、真野響子、水原ゆう紀、夏樹陽子、中島ゆたか、津田寛治、片岡礼子、石野真子、大場久美子、中真千子、桜井浩子、古谷敏らの女優・男優、大林宣彦、竹中直人、石井隆、小谷承靖、木村大作、岩井俊二、庵野秀明、樋口真嗣らの映画監督とのトークショーを行う。
- 2013年、大島渚監督の逝去にともなう追悼上映にて、夫人の小山明子と池袋新文芸坐、シネマヴェーラ渋谷、銀座シネパトスにて対談。
- 2013年、渋谷アップリンクの『おだやかな日常』上映にて杉野希妃、内田伸輝と対談。
- 2013年、監督作『インターミッション』公開にともない、銀座シネパトス、広島八丁座、渋谷ヒューマックスシネマ、池袋ヒューマックスシネマズ、横浜シネマ・ジャック＆ベティ、キネカ大森、大阪・第七藝術劇場、シネマ尾道、京都シネマ、福岡・中洲大洋ホールで秋吉久美子、染谷将太、香川京子、小山明子、中川安奈、竹中直人、佐伯日菜子、大島葉子、ひし美ゆり子、畑中葉子、大瀬康一、古谷敏、大野しげひさ、杉野希妃、中丸シオン、中丸新将、勝野雅奈恵、奥野瑛太、森下悠里、森下くるみ、石井竜也、壇蜜らと対談。
- 2013年、明治大学〈日本沈没ー未来へのビジョンー展〉にて、中野昭慶監督と映画『日本沈没』全篇のコメンタリーライブを行う。
- 2014年、オーディトリウム渋谷にて「長谷川和彦トークライブ」「大林宣彦アングラムービー夜会」を企画、長谷川和彦、大林宣彦と対談。
- 2014年、渋谷ユーロスペースの特集上映「映画とCMの『境目/さかいめ』にある未来」にて大林宣彦、吉田大八、中江和仁らCM出身の映画監督と対談。
- 2014年、池袋新文芸坐の池田敏春オールナイト『人魚伝説』上映にて白都真理と対談。
- 2015年、松竹DVD「あの頃映画」上映企画にて代官山蔦屋書店にて秋吉久美子、立川シネマシティにて佐伯日菜子と対談。
- 2015年、池袋新文芸坐の『水の声を聞く』上映にて山本政志、玄理と対談。
- 2015年、渋谷ユーロスペースの『東京の日』上映にて池田千尋と対談。
- 2015年、TAMA CINEMA FORUMの『幕が上がる』上映にて百田夏菜子、本広克行、松居大悟と対談。
- 2015年、「週刊現代」の連載鼎談〈熱討スタジアム〉”原節子追悼”にて有馬稲子、千葉伸夫と対談。
- 2015年、シネスイッチ銀座の『ハッピーエンドの選び方』上映にて有馬稲子と対談。
- 2016年、池袋新文芸坐『ベトナムの風に吹かれて』上映にて大森一樹と対談。
- 2016年、池袋新文芸坐の実相寺昭雄特撮オールナイト第一夜を企画、堀内正美、大家由祐子、中堀正夫とトークを行う。
- 2016年、京都文化博物館の実相寺昭雄特集上映にて堀内正美と対談。
- 2016年、新宿ケイズシネマの『貌斬り KAOKIRI』上映にて細野辰興、草野康太と対談。
- 2017年、MOVIX京都、東劇の特集上映「ヒッチコック9」にて大野裕之、深田晃司と対談。
- 2017年、池袋新文芸坐の実相寺昭雄特撮オールナイト第二夜を企画、ひし美ゆり子、三輪ひとみと対談。
- 2017年、池袋新文芸坐の『淵に立つ』上映にて深田晃司と対談。
- 2017年、シネマヴェーラ渋谷の特集上映〈流血と抗争〜東映実録路線の時代〜〉にて中島ゆたかと対談。
- 2017年、渋谷ユーロスペースの特集上映〈実相寺昭雄の光と闇〉にて原知佐子、樋口真嗣と対談。
- 2017年、目黒シネマの大林宣彦トークライブにて、大林宣彦、犬童一心と対談。
- 2017年、シネマヴェーラ渋谷の特集上映〈羽仁進レトロスペクティブ〉にて有馬稲子と対談。
- 2017年、目黒シネマの『シン・ゴジラ』上映時のトークライブにて樋口真嗣、開田裕治と対談。
- 2017年、シネマヴェーラ渋谷の特集上映〈東映女優祭り 三角マークの女神たち〉にて中島ゆたか、ひし美ゆり子と対談。
- 2017年、横浜シネマノヴェチェントの「日活ロマンポルノ」特集上映にて田中真理、蔵原惟二と対談。
- 2017年、オーケストラ・トリプティークの『佐藤勝音楽祭』（渋谷さくらホール）にて樋口真嗣と対談。
- 2017年、池袋新文芸坐の〈藤田敏八特集〉にて秋吉久美子と対談。
- 2017年、池袋新文芸坐の〈大林宣彦映画祭2017〉を企画・プロデュース、秋吉久美子、常盤貴子、大場久美子、中江有里、寺島咲、勝野雅奈恵、高柳良一、入江若葉と対談。
- 2017年、新宿ピカデリーの『散歩する侵略者』上映時のトークライブにて黒沢清、長澤まさみと対談。
- 2017年、渋谷ユーロスペースの特集上映「映画と天皇」にて『日本春歌考』について日大芸術学部の学生と対談。
- 2017年、名古屋シネマスコーレの大林宣彦特集にて講演を行う。
- 2018年、池袋新文芸坐の『映画のキャッチコピー学』出版記念オールナイトに伴い、田野辺尚人と対談。
- 2018年、池袋新文芸坐の『リンキング・ラブ』上映に伴い、金子修介、樋井明日香、長谷川眞優、眞嶋優と対談。
- 2018年、角川シネマ新宿の特集上映〈小津4K〉にて有馬稲子と対談。
- 2018年、シネマヴェーラ渋谷の特集上映〈女優 有馬稲子〉にて、有馬稲子、中西美帆と対談。
- 2018年、古賀政男音楽博物館けやきホールのシンポジウム〈冨田勲研究会〉にて樋口真嗣、泉麻人と対談。
- 2018年、オーケストラ・トリプティークのコンサート『冨田勲の映像音楽』（東京国際フォーラム）にて、藤岡幸夫、中江有里と対談。
- 2018年、「週刊現代」の連載鼎談〈熱討スタジアム〉にて田中健、石森史郎と大竹しのぶをめぐって対談。
- 2018年、鎌倉・川喜多映画記念館の企画展「ミステリー映画大全集 横溝正史VS松本清張」にて春田和秀と対談。
- 2018年、池袋新文芸坐の〈十三回忌追善 実相寺昭雄特撮ナイト〉にて庵野秀明、樋口真嗣と対談。
- 2018年、小倉昭和館の〈松本清張特集〉にて島田陽子と対談。
- 2019年、北九州市立松本清張記念館『砂の器』展の関連企画〈清張サロン〉で春田和秀と対談。
- 2019年、「週刊現代」の連載鼎談〈熱討スタジアム〉にて藤岡弘、、大河原孝夫と映画『日本沈没』をめぐって対談。
- 2019年、オーケストラ・トリプティークのコンサート『冬木透の世界』（渋谷さくらホール）にて、ひし美ゆり子、西恵子と対談。
- 2019年、新宿紀伊国屋書店・八重洲ブックセンターの『フィルムメーカーズ18 スティーブン・スピルバーグ』刊行記念イベントで南波克行と対談。
- 2019年、立川シネマシティの〈午前十時の映画祭〉『八甲田山』上映にて秋吉久美子と対談。
- 2019年、目黒シネマの『フィルムメーカーズ20 大林宣彦』刊行記念特集上映〈大林宣彦デラックス ーキネマの玉手箱ー〉を企画・プロデュースし、秋吉久美子と対談。
- 2019年、オーケストラ・トリプティークのコンサート『伊福部昭百年紀vol.7』（渋谷さくらホール）にて、水野久美と対談。
- 2019年、早稲田大学教育総合研究所の講演会〈教育と映画〉にて「映画を観ること・創ることの恩寵」のテーマで講演。
- 2019年、ラピュタ阿佐ヶ谷の特集上映〈昭和の銀幕に輝くヒロイン〉にて小山明子と対談。
- 2019年、北九州市立松本清張記念館の清張生誕110年記念展示「清張映画ポスター」展で講演。
- 2019年、立川シネマシティの〈午前十時の映画祭〉『砂の器』上映にて島田陽子、春田和秀と対談。
- 2019年、監督作『葬式の名人』公開にともない、新宿バルト9、イオンシネマ茨木にて前田敦子、高良健吾、白洲迅、尾上寛之、中西美帆、樋井明日香、奥野瑛太、佐藤都輝子、阿比留照太と対談。次いで横浜シネマ・ジャック＆ベティにて佐伯日菜子、大島葉子、中西美帆と、広島サロンシネマにて部谷京子と対談。
- 2019年、前田敦子ファンクラブ「AM＆YOU」限定トークイベント（イオンシネマ茨木）にて前田敦子、石飛徳樹と対談。
- 2019年、「キネマ旬報」10月上旬号の『葬式の名人』特集グラビアにて前田敦子と対談。
- 2020年、『八甲田山』シネマ・コンサート(オーチャードホール）にて北大路欣也、秋吉久美子と対談。
- 2020年、「週刊現代」の連載鼎談〈熱討スタジアム〉にて島田陽子、大角正と映画『砂の器』をめぐって対談。
- 2020年、シネマヴェーラ渋谷の『秋吉久美子 調書』刊行記念特集上映〈ありのままの久美子〉にて秋吉久美子と対談。
- 2020年、渋谷HUMAXシネマの『麗猫伝説 劇場版』特別上映にて入江若葉と対談。
- 2020年、トロント日本映画祭in日比谷の『葬式の名人』上映にて大野裕之、小林麗菜と対談。
- 2021年、ホーチミンで開催の文化庁「アジアにおける日本映画特集上映事業」の『葬式の名人』上映にてファン・ダン・ジー監督とリモート対談。
- 2021年、シネマヴェーラ渋谷の『大島渚全映画秘蔵資料集成』』刊行記念特集上映〈オーシマ、モン・アムール〉にて映画『少年』の元子役・阿部哲夫、大島新と対談。
- 2021年、「キネマ旬報」4月下旬号の巻頭特集「大島渚と、出合い直すために」で大島新と対談。
- 2021年、『戦場のメリークリスマス』4K修復版のリバイバル・ロードショーにて大島新と対談。次いで同作公開の高田世界館で支配人の上野廸音と対談。
- 2021年、シネマヴェーラ渋谷の勅使河原宏没後二十年回顧特集〈アートを越境するー勅使川原宏という天才〉にて宇川直宏と対談。
- 2021年、渋谷ユーロスペースの特集上映〈篠田正浩監督生誕90年祭 『夜叉ケ池』への道/モダニズム ポップアート そしてニッポン〉にて岩井俊二、樋口真嗣と対談。
- 2021年、ムック『細田守とスタジオ地図の10年』（キネマ旬報社）で細田守と対談。
- 2021年、『アレックス STRAIGHT CUT』公開にちなんでYahoo!ニュース「千夜千本」でギャスパー・ノエにインタビューを行う。
- 2021年、角川映画祭のテアトル新宿『時をかける少女』公開時に高柳良一、EJアニメシアター新宿『犬神家の一族』公開時に島田陽子と対談。
- 2022年、キネカ大森の『戦場のメリークリスマス』上映時に配給会社アンプラグドの池田祐里枝と対談。
- 2022年、ラピュタ阿佐ヶ谷の特集上映〈日本推理小説界の巨星 松本清張をみる〉『砂の器』上映時に春田和秀と対談。
- 2022年、シネマヴェーラ渋谷の特集上映〈日本の映画音楽家Ⅰ 武満徹〉にて武満眞樹と対談。
- 2022年、「キネマ旬報」4月上旬号「キネマ旬報映画本大賞2021」特集の『大島渚全映画秘蔵資料集成』第一位記念企画として国立映画アーカイブ主任研究員・岡田秀則と対談。
- 2022年、「週刊現代」の連載鼎談〈熱討スタジアム〉にて岩下志麻、林淳一郎と映画『桜の樹の下で』をめぐって対談。
- 2022年、鎌倉・川喜多映画記念館にて「監督・野村芳太郎と撮影監督・川又昂」のテーマで野村芳樹、春田和秀と対談。
- 2022年、池袋・新文芸坐の『戦場のメリークリスマス』4K修復版上映にともない、同館の花俟良王と対談。
- 2022年、国立映画アーカイブの特集上映「東宝の90年　モダンと革新の映画史」の『その場所に女ありて』上映にともない、司葉子、上白石萌音と対談。
- 2022年、大阪シネ・ヌーヴォの特集上映「生誕九十年 映画監督大島渚」にて、同館の景山理と対談。
- 2022年、池袋HUMAXシネマズ〈銀座シネパトス復活映画祭vol.3〉『インターミッション』リバイバル上映にて秋吉久美子、佐伯日菜子、大島葉子、杉野希妃と対談。
- 2022年、シアターギルド代官山『月下香』上映にて主演の清瀬汐希、風祭ゆきと対談。
- 2023年、新宿武蔵野館の『戦場のメリークリスマス』4K修復版リバイバル・ロードショーにて講演を行う。次いで出演は見送られたがロケに召集されやたビートきよしと対談。

（以上、参考文献＝キネマ旬報、Yahoo!ニュース、映画ドットコムほか）

### 出演番組・出演作品
- 1991年、フジテレビ「世にも奇妙な物語」の一篇「黒魔術」（映画『リング』にプロデューサーとして携わった一瀬隆重監督）に、会社員の高嶋政伸をおとしいれる同僚役で出演。
- 1993年、映画『はるか、ノスタルジィ』（大林宣彦監督）の小樽の喫茶店の客役で出演。
- 2006年、NHK BS2の番組「週刊お宝TV」」“昭和30年代TVヒーロー伝説”に「番組アナリスト」として出演。
- 2008年、NHK BS2「お宝TVデラックス」“TVアニメ進化論”ではゲストとして出演。
- 2010年、日本映画専門チャンネルの特別番組「関根恵子by高橋惠子〜少女から大人への軌跡〜」で関根恵子（高橋惠子）のインタビュー・解説をつとめる。
- 2010年、日本映画専門チャンネルの特別番組「『踊る大捜査線』は日本映画の何を変えたのか」でコメンテーターを務める（この発言内容は未放映部分も含めて番組と同名の幻冬舎新書に採録）。
- 2012年7月、DVD『ミスター・ミセス・ミス・ロンリー』(キングレコード）映像特典インタビューで原田美枝子の聞き手をつとめる。
- 2013年1月、大島渚監督の逝去にともないTBS「朝ズバッ！」、テレビ朝日「モーニングバード！」などのワイドショーからインタビューを受ける。
- 2013年4月放送のNHK「クローズアップ現代」“君は怒るオトナを知っているか〜映画監督 大島渚”にコメンテーターとして生出演。
- 2013年4月、樋口の映画『インターミッション』制作 - 公開までに密着取材したWOWOWのドキュメンタリー番組「ノンフィクションW」“ラストロードショー名画座が消える日”が放送(2022年の池袋HUMAXシネマズ〈銀座シネパトス復活映画祭vol.3〉にて映画『インターミッション』と二本立てで劇場公開された)。
- 2013年10月、フジテレビ「オタクールジャパン」に“月9ドラマ”を分析するコメンテーターとして出演。
- 2014年3月、樋口の映画『インターミッション』のCS「ファミリー劇場」での初TV放映にちなんだ特別番組「映画監督・樋口尚文のインターミッション放談〜これが昭和の逆襲だ！〜 」の司会をつとめる。
- 2014年11月、DVD『人魚伝説』(キングレコード）映像特典インタビューで白都真理の聞き手をつとめる。
- 2014年11月、高倉健の逝去にともなうTBS「朝チャン！」の追悼コーナーにコメンテーターとして生出演。続いて12月の菅原文太の逝去にともなう同番組の追悼コーナーにも出演。
- 2015年1月 - 3月、NHK Eテレで放映の映画研究番組「岩井俊二のMOVIEラボ」にレギュラー講師として出演。
- 2016年9月、BS-TBS「週刊報道LIFE」“ゴジラと日本人の62年〜『シン・ゴジラ』が描いたもの〜”にコメンテーターとして出演。
- 2017年12月放送のNHK-FM「トーキングウィズ松尾堂」“子役と怪獣から昭和を知る！”に樋口真嗣とともにゲスト出演。
- 2018年9月配信のストリーミングチャンネルDOMMUNE“冨田勲 映像音楽の世界スペシャル”に西耕一、竹本聖子、宇川直宏と出演。
- 2019年2月配信のストリーミングチャンネルDOMMUNE“ウルトラマエストロ冬木透スペシャル”に早川優、西耕一、髙橋奨、山本靖之、宇川直宏と出演。
- 2019年6月配信のストリーミングチャンネルDOMMUNE“伊福部昭生誕105年特別番組”に西耕一、樋口真嗣、三宅政弘と出演。
- 2019年7月放送WOWOW「ノンフィクションW」“大林宣彦＆恭子の成城物語〜夫婦で歩んだ60年の映画作り〜”に出演。
- 2019年9月放送の東映チャンネル「伊藤さとりのシネマの世界」”『葬式の名人』特集”に前田敦子とともにゲスト出演。
- 2019年9月配信のストリーミングチャンネル「TIFF Studio」”東京国際映画祭〈大林宣彦特集〉”にゲスト出演。
- 2019年9月配信のストリーミングチャンネル「活弁シネマ倶楽部」”『葬式の名人』特集”にゲスト出演。
- 2019年9月配信のストリーミングチャンネル「シネマトゥデイ・ライブ」”『葬式の名人』特集”に中西美帆とゲスト出演。
- 2020年2月配信のストリーミングチャンネルDOMMUNE“大阪万博解体新書”に一柳慧、西耕一、宇川直宏、樋口真嗣、玉置泰紀と出演。
- 2020年7月配信のストリーミングチャンネル「活弁シネマ倶楽部」”『海辺の映画館 キネマの玉手箱』特集”に長久允とともにゲスト出演。
- 2020年8月配信のストリーミングチャンネルDOMMUNE“日本沈没を再浮上させた者たち、復活の日にむけて”に樋口真嗣、乙部順子、西耕一、宇川直宏と出演。
- 2020年10月放送のストリーミングチャンネルDOMMUNE“『秋吉久美子 調書』LIVE”のモデレーターとして秋吉久美子、西耕一、宇川直宏と出演。
- 2021年3月配信のストリーミングチャンネルDOMMUNE『大島渚全映画秘蔵資料集成』presents“大島渚の逆襲”のモデレーターとして大島新、大島ともよ、桜井雄一郎、竹中朗、内藤由美子、宇川直宏と出演。
- 2021年3月配信のストリーミングチャンネル「TIFF Studio」”大島渚を語ろう”にゲスト出演。
- 2021年4月配信のストリーミングチャンネル「活弁シネマ倶楽部」”大島渚監督徹底解剖”にゲスト出演。
- 2021年4月放送のTOKYO FM「ピーター・バラカン/The Lifestyle MUSEUM」”大島渚特集”にゲスト出演。
- 2021年6月配信のストリーミングチャンネルDOMMUNE“勅使河原宏 これが前衛だ”のモデレーターとして武満眞樹、森直人、吉田伊知郎、内藤由美子、宇川直宏と出演。
- 2021年7月放送のストリーミングチャンネル「活弁シネマ倶楽部」”幻の作品『夜叉ケ池』と篠田正浩論”に徐昊辰、森直人とともにゲスト出演。
- 2021年7月放送のTOKYO FM「News Sapiens」”映画が猿に託したもの”にゲスト出演、人類学者の山極壽一とトークを行う。
- 2021年9月放送のTOKYO FM「未来授業」に特集”今観たい！大島渚監督作品”の講師（連続4夜）として出演。
- 2021年10月配信のストリーミングチャンネルDOMMUNE“日活ロマンポルノ50周年 性と愛の映画革命”のモデレーターとして蔵原惟二、風祭ゆき、中丸新将、中丸シオン、馬飼野元宏、森直人、吉田伊知郎、内藤由美子、遠藤倫子、宇川直宏と出演。
- 2021年12月配信のストリーミングチャンネル「活弁シネマ倶楽部」”日活ロマンポルノ50周年 風祭ゆきスペシャル”に風祭ゆき、森直人とともにゲスト出演。
- 2021年12月配信のストリーミングチャンネル「活弁シネマ倶楽部」”日活ロマンポルノ入門篇”に森直人、月永理絵とともにゲスト出演。
- 2021年12月～放送のBSテレビ東京「シネマ・アディクト」で『犬神家の一族』4Kリマスター版をめぐって岩井俊二と対談(3回連続)。
- 2021年12月～放送のBSテレビ東京「シネマ・アディクト」で風祭ゆきと映画『セーラー服と機関銃』をめぐって対談(3回連続)。
- 2022年2月～放送のBSテレビ東京「シネマ・アディクト」〈高倉健さんを語る〉で秋吉久美子と対談(3回連続)。
- 2022年3月配信のストリーミングチャンネルDOMMUNE“武満徹を「視る」”のモデレーターとして武満眞樹、鈴木大介、藤木大地、内藤由美子、高崎俊夫、朝倉史明、宇川直宏と出演。
- 2022年3月放送のNHK BSプレミアム「アナザーストーリーズ 運命の分岐点」“大島渚 「最前線」の戦い”に証言者として出演、取材協力も行う。
- 2022年4月～放送のBSテレビ東京「シネマ・アディクト」で白石和彌と映画『死刑にいたる病』をめぐって対談(3回連続)。
- 2022年5月配信のストリーミングチャンネルDOMMUNE“早坂文雄、芥川也寸志そして/あるいは池野成”のモデレーターとして出口寛泰、芥川眞澄、鈴木大介、桜井浩子と出演。
- 2022年5月～放送の日本映画専門チャンネル「大島渚生誕90年記念特別番組 自由のために戦い続けた人」に白石和彌、大島新と出演。
- 2022年5月配信のストリーミングチャンネルDOMMUNE“崔洋一 最後の闘争”を企画、がん闘病中の崔洋一の聞き手をつとめる。
- 2022年6月配信のストリーミングチャンネルDOMMUNE“崔洋一 最後の闘争2 FINAL CUT”を企画、崔洋一の聞き手をつとめる。本番組は7時間のライブ配信となり、5月配信の4時間30分の前篇を加えると総計12時間近い番組となった。
- 2022年6月配信のストリーミングチャンネル「活弁シネマ倶楽部」”『シン・ウルトラマン』徹底解剖”に三留まゆみ、徐昊辰とともにゲスト出演。
- 2022年8月放送のBSテレビ東京「シネマ・アディクト」で内田英治と映画『異動辞令は音楽隊！』をめぐって対談(2回連続)。
- 2022年8月配信のストリーミングチャンネル「活弁シネマ倶楽部」『ベイビー・ブローカー』公開記念”是枝裕和監督 徹底解剖”に轟夕起夫、森直人、徐昊辰とともにゲスト出演。
- 2022年9月配信のストリーミングチャンネルDOMMUNE“伝説のグラインドハウス 銀座シネパトス ”を企画、モデレーターとして秋吉久美子、樋口真嗣、鈴木伸英とともに出演。